# Liste des traités internationaux sur l'environnement
La liste des traités internationaux sur l’environnement comprend les principaux traités internationaux bilatéraux et multilatéraux qui servent à protéger l’ environnement ou la nature (voir accord multilatéral sur l’environnement ).
L’impact et la signification respectifs des différents traités varient considérablement. En outre, dans certains d'entre eux, la protection de l’environnement peut être secondaire, voire subordonnée à d’autres objectifs. Néanmoins, de tels accords peuvent également avoir des impacts significatifs sur les questions environnementales et de conservation de la nature. Le Traité sur l’Antarctique ou la Convention des Nations Unies sur le droit de la mer en sont des exemples. Les accords internationaux sur l’environnement sont souvent conclus sous les auspices des Nations Unies, ou de leurs institutions spécialisées des Nations unies, au sein du système des Nations unies.
La base de données Ecolex, créée par l'Union internationale pour la conservation de la nature (UICN), l'Organisation des Nations Unies pour l'alimentation et l'agriculture (FAO) et le Programme des Nations Unies pour l'environnement (PNUE), recense, en avril 2020, environ 2000 accords environnementaux internationaux.